# Курчавка грушелистная
Курчавка грушелистная (Atraphaxis pyrifolia Bunge.) — многолетние ветвистые кустарники рода Курчавка.

## Биологическое описание
Кустарник 1-2 м высотой с искривленным стволом и деревянистыми короткими, заостренными и безлистными на концах ветвями. Годичные травянистые веточки 2-го порядка быстро древеснеют.
Раструбы 2-3 мм длиной с неясными жилками, 3-х зубчатые, из которых средний зубец короче боковых. Листья зеленые кожистые, округлые или широкообратнояйцевидные, 15-20 мм длиной. и 10-15 мм шириной, снизу с резко выдающимися жилками, вверху обычно с коротким острием; черешок листа в 3-5 раз короче пластинки.
Цветки розовые или желтовато-розовые, реже почти белые, расположены на длинных цветоножках, по 20-40 в густых кистях на концах годичных веточек; внутренние доли околоцветника при плодах 6-8 мм длиной и 7-10 мм шириной округло-сердцевидные; наружные мелкие, эллиптические, вниз отогнутые.
Плоды трёхгранные, значительно короче внутренних долей околоцветника, блестящие, темно-бурые.
Цветет в мае-июле.
Встречается от предгорных долин до лесолугового пояса гор, по каменисто-щебнистым склонам, песчаникам, степям.

## Распространение
Центральный Тянь-Шань, Чу-Илийские горы, Киргизский Ала-Тау, Талас, Чаткал, Фергана, Алай.